# Damalops
Genre
Damalops est un genre éteint de bovidés appartenant à la sous-famille des alcelaphinés, qui vécut du Pliocène au Pléistocène en Asie du Sud et en Afrique de l'Est. Des fossiles de l'espèce Damalops palaeindicus ont été trouvés dans la région des monts Siwalik, dans le nord de l'Inde.

## Liste d'espèces
Selon BioLib (30 janvier 2019) :
- Damalops palaeindicus (Falconer, 1859) †

Selon Paleobiology Database (30 janvier 2019) :
- Damalops sidihakomai